# Chou Ting Ting
Cecilia Chou Ting Ting (* 7. November 1987) ist eine chilenische Badmintonspielerin. 

## Karriere
Chou Ting Ting nahm 2010 an den Südamerikaspielen im Badminton teil. Dort gewann sie Bronze im Damendoppel mit Natalia Villegas. Mit ihrem Team wurde sie bei derselben Veranstaltung Sechste. Bei der Panamerikameisterschaft 2009 mussten sich die Chilenen noch mit Platz acht zufriedengeben. 2012 gewann sie das Dameneinzel bei den Argentina International.

## Referenzen
- Chou Ting Ting beim Badminton-Weltverband

| Personendaten    | Personendaten                  |
| ---------------- | ------------------------------ |
| NAME             | Chou, Ting Ting                |
| ALTERNATIVNAMEN  | Chou Ting Ting, Cecilia        |
| KURZBESCHREIBUNG | chilenische Badmintonspielerin |
| GEBURTSDATUM     | 7. November 1987               |